# Vid (település)
Vid község Veszprém vármegyében, a Devecseri járásban. 317 hektáros kiterjedésével a megye negyedik legkisebb közigazgatási területű települése.

## Fekvése
Devecsertől északnyugatra, Nagyalásony és Iszkáz közt fekszik. A térség legkisebb közigazgatási területű települései közé tartozik, mindössze három közvetlen szomszédja van: észak és kelet felől Nagyalásony, délkelet felől Somlószőlős, dél és nyugat felől pedig Kisszőlős.

### Megközelítése
Két út, a 8-as főút somlóvásárhelyi szakaszától a Marcal völgyéig (Szergényig) húzódó 8411-es és a Jánosháza térségétől Pápáig vezető 8403-as utak keresztezésénél fekszik, így közúton könnyen megközelíthető minden irányból. Vasútvonal nem érinti, a legközelebbi vasúti csatlakozási lehetőség a Székesfehérvár–Szombathely-vasútvonal Kerta vasútállomása, körülbelül 12 kilométerre délnyugati irányban.

## Története
Vid és környéke már a bronzkorban is lakott hely volt, amit a mai falutól délre feltárt urnasíros temető leletei is bizonyítanak.
Nevét 1393-ban Vild néven említették először az oklevelekben, később pedig egy birtokperrel kapcsolatos oklevél Véd, majd Vid, Vild, Vidi neveken fordult elő az oklevelekben.
Vid a jobbágyfelszabadításig kisnemesi falu volt. A török hódoltság alatt Vid is elnéptelenedett és csak 1749-ben települt újra. Ekkor 6 évi adómentességet ígérve nagyarányú betelepülés kezdődött, katolikus és evangélikus magyarokkal.
A 20. század elején Veszprém vármegye Devecseri járásához tartozott.
1910-ben 345 magyar lakosából 233 római katolikus, 110 evangélikus volt.

## Közélete

### Polgármesterei
- 1990–1994: György-Kovács Ernő (független)[5]
- 1994–1998: György Kovács Ernő (független)[6]
- 1998–1999: Wéber János (független)[7]
- 1999–2002: Szabó Róbert (független)[8]
- 2002–2006: Szabó Róbert (független)[9]
- 2006–2010: Szabó Róbert (független)[10]
- 2010–2014: Szabó Róbert (független)[11]
- 2014–2019: Szabó Róbert (független)[12]
- 2019–2024: Kovács Róbert (független)[13]
- 2024– : Kovács Róbert (független)[1]

A településen 1999. november 28-án időközi polgármester-választást (és képviselő-testületi választást) tartottak, minden bizonnyal a korábbi képviselő-testület önfeloszlatása miatt. A választáson a hat független jelölt között szerepelt az előző polgármester is, de 11,25 %-os eredménye csak a negyedik helyre volt elegendő.

## Népesség
A település népességének változása:
| Lakosok száma | 120  | 133  | 129  | 111  | 109  | 114  | 106  |
|               | 2013 | 2014 | 2015 | 2021 | 2022 | 2023 | 2024 |

A 2011-es népszámlálás során a lakosok 94,8%-a magyarnak, 2,2% németnek, 11,2% cigánynak mondta magát (3,7% nem nyilatkozott; a kettős identitások miatt a végösszeg nagyobb lehet 100%-nál). A vallási megoszlás a következő volt: római katolikus 56,7%, református 6%, evangélikus 9%, felekezeten kívüli 17,2% (9% nem nyilatkozott).
2022-ben a lakosság 93,6%-a vallotta magát magyarnak, 3,7% cigánynak, 2,8% németnek (6,4% nem nyilatkozott; a kettős identitások miatt a végösszeg nagyobb lehet 100%-nál). Vallásuk szerint 25,7% volt római katolikus, 6,4% evangélikus, 1,8% református, 0,9% görög katolikus, 0,9% egyéb keresztény, 22% felekezeten kívüli (42,2% nem válaszolt).

## Nevezetességei
- Evangélikus harangtorony

## Érdekességek
- Itt (és Nagyalásonyban) forgatták a Portugál című filmet.[16]